# بخش لاله‌آباد

بخش لاله‌آباد (به مازندرانی: لاله‌وا) یکی از بخش‌های شهرستان بابل در استان مازندران در شمال ایران است. شغل اصلی ساکنین روستاهای لاله‌آباد کشاورزی بوده و محصول عمده آن برنج است. این منطقه در حد فاصل شهرهای بابل و آمل واقع شده‌است.

## موقعیت جغرافیایی
این بخش، از شمال با شهرستان‌های بابلسر و فریدونکنار، از شرق با بخش مرکزی شهرستان بابل، از غرب با شهرستان آمل و از جنوب با بخش بندپی غربی شهرستان بابل همسایه است. 

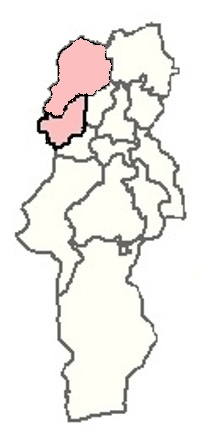
موقعیت بخش لاله‌آباد (صورتی) در شهرستان بابل

## تقسیمات کشوری
این بخش، در سال ۱۳۷۶ به مرکزیت زرگرمحله، مرکب از دهستان‌های لاله‌آباد و کاری‌پی ایجاد شده و شامل هشتاد آبادی و یک شهر است. تقسیمات کشوری در بخش لاله‌آباد به شرح زیر است:
- دهستان کاری‌پی
- دهستان لاله‌آباد

شهرها: زرگرمحله

## جمعیت
بنابر سرشماری مرکز آمار ایران، جمعیت بخش لاله آباد شهرستان بابل در سال ۱۳۹۵ برابر با ۴۹۱۴۲ نفر بوده‌است. سه مرکز مهم جمعیتی آن (بر اساس سرشماری سال ۱۳۹۵) به شرح زیر است.
1. زرگرمحله
2. امین‌آباد
3. پایین احمدچاله‌پی

## زبان
زبان مردم این منطقه مازندرانی (تبری) است ولی همه مردم با زبان فارسی نیز آشنایی دارند.

## اقتصاد
شغل اصلی ساکنین روستاهای لاله‌آباد کشاورزی بوده و محصولات عمده آن شامل ارقام برنج کم محصول، ارقام برنج پر محصول، کلزا، سیر و باقلا است. کانال زراعی کاری که سرچشمه آن، رودخانه هراز است سهم بسزایی در تأمین آب کشاورزی روستاهای این بخش دارد.